# Улица Винокурова
У́лица Виноку́рова — улица на юго-западе Москвы в Академическом районе и районе Котловка Юго-Западного административного округа.
Улица Винокурова расположена между улицей Гримау и Севастопольским проспектом параллельно улицам Шверника и Дмитрия Ульянова. Пересекает Новочерёмушкинскую и Большую Черёмушкинскую. Нумерация домов от улицы Гримау.

## Происхождение названия
С момента застройки района в 1958 году до 1963 года называлась 3-й Черёмушкинский проезд. В 1963 году переименована в честь А. Н. Винокурова (1869—1944) — народного комиссара социального обеспечения, позже — председателя Верховного суда СССР.

## Примечательные здания и сооружения
На улице Винокурова находятся Детский центр восстановительного лечения № 9 и швейная фабрика «Москва».
- № 12, корп. 4 — жилой дом. Здесь в 1974—1982 годах жил кинорежиссёр Александр Файнциммер[2].

## Транспорт
Ближайшая станция МЦК:
- «Крымская»

Ближайшая станция метро:
- «Академическая»